# Quarante carats
Quarante carats est une pièce de théâtre en un prologue, deux actes et 12 tableaux de Pierre Barillet et Jean-Pierre Grédy, créée au théâtre de la Madeleine le 23 septembre 1967.
Elle a été adaptée à Broadway en 1968 par Jay Presson Allen puis au cinéma en 1973 par Milton Katselas.

## Distribution de la création
- Jacqueline Gauthier : Lisa
- Bernard Lavalette : Hervé
- Denise Grey : Monette
- Jean-Pierre Delage : Benarami ou Eddy
- Françoise Fleury : Marion
- Corinne Le Poulain : Annick
- Philippe Étesse : Guillaume Charbonnier
- Françoise Engel : Mme Charbonnier
- Robert Le Béal : M. Charbonnier
- Gérald Robard : Patrice

Mise en scène : Jacques Charon
Décors : Jacques Marillier et Paule Dedeban
Costumes : Ateliers Miss Dior
Représentations du 23 septembre 1967 au 18 octobre 1969

## Autour de la pièce
Gaby Sylvia a remplacé Jacqueline Gauthier en cours de production puis lors de la tournée.